# Día del Cine Nacional (Uruguay)

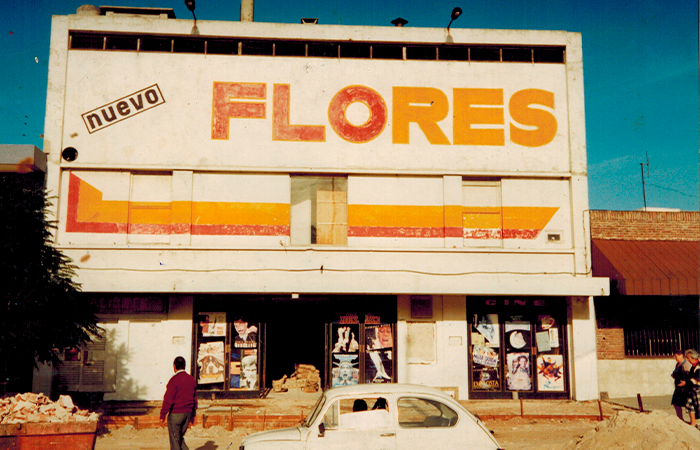
Foto escaneada desde su original en papel, entregada junto a otras fotos inéditas por Julio Cesar Blanco Brunazo, ex empleado del Cine Nuevo Flores de Montevideo.

El Día del Cine Nacional se celebra en Uruguay entre los meses de octubre y diciembre, cada año, desde 2005. Si bien los festejos se suelen llevar a cabo en una fecha concreta, hubo ediciones en las que los festejos se extendieron a toda una semana. El objetivo de la celebración es «generar instancias de acercamiento de la ciudadanía a la producción cinematográfica nacional en todo el territorio».
Esta celebración es coordinada desde el Instituto del Cine y Audiovisual Nacional perteneciente al Servicio de Comunicación Audiovisual Nacional, desde 2023 convertido en la Agencia del Cine y el Audiovisual de Uruguay. Dicha celebración es coordinada  con otras instituciones, organizaciones, colectivos vinculados a la cultura y al audiovisual.
Algunas de las actividades que se desarrollan en el marco del Día del Cine Nacional son mesas, talleres, encuentros pero principalmente se realizan exhibiciones y concursos promovidos por el instituto, en articulación con instituciones públicas y privadas y organizaciones de la sociedad civil. Las actividades se llevan adelante en todo el país poniendo el foco en la generación de acciones de promoción, formación y difusión.

## Ediciones
| Año  | Fecha                                                 | Programación          |
| ---- | ----------------------------------------------------- | --------------------- |
| 2009 | 15 de noviembre [3]                                   |                       |
| 2010 | 5 de diciembre [4]                                    |                       |
| 2011 | 20 de noviembre [5]                                   |                       |
| 2012 | 11 de noviembre [6]                                   |                       |
| 2014 | 20 al 26 de noviembre [7]                             |                       |
| 2015 | 27 de noviembre al 3 de diciembre [8]                 |                       |
| 2016 | 29 de octubre [1]                                     |                       |
| 2017 | 4 de noviembre[9]                                     | Programación 2017[10] |
| 2018 | 10 de noviembre[11]                                   | Programación 2018[12] |
| 2019 | 9 de noviembre[13]                                    | Programación 2019[14] |
| 2020 |                                                       |                       |
| 2021 | 13 de noviembre. Semana del 6 al 14 de noviembre.[15] | Programación 2021[16] |
| 2022 | 13 de noviembre, Semana del 5 al 13 de noviembre      |                       |
| 2023 | Semana del 18 al 25 de noviembre [17]                 |                       |